# André Lejeune (chanteur)
Pour les articles homonymes, voir André Lejeune et Lejeune.
André Lejeune, né le 15 avril 1935 à Sainte-Anne-de-Bellevue au Québec, est un auteur, compositeur et interprète québécois.

## Biographie
André Lejeune fait ses débuts en chantant dans les églises et les salles paroissiales à l'âge de 7 ans. À l'adolescence, alors que sa voix passe de soprano à ténor, il apprend la guitare et commence à composer des chansons. Il  débute dans les cabarets montréalais au milieu des années 1950 avec un répertoire de chansons américaines.  
Produite en 1957, la chanson Prétends que tu es heureux sera rapidement un succès, demeurant numéro 1 au palmarès pendant plusieurs mois. L’accueil réservé à  Il suffit de peu de choses est semblable et le succès est au rendez-vous.  Toutefois, c’est avec la chanson Une promesse, qu'il rencontre le plus grand succès de sa carrière. Écrite en collaboration avec son ami d'enfance Guy Godin, cette chanson remporte le prix de la Meilleure composition canadienne au Grand Prix du Disque de CKAC en 1959.
C’est en 1964 qu’André Lejeune ouvre la boite à chansons La clé de sol, à Montréal, où se produisent plusieurs artistes connus. Cette boite à chanson, située tout près des édifices de Radio-Canada, diffusera aussi l'émission radiophonique quotidienne En direct de la Clé de sol sur les ondes de CKLM.
En 1964, il fait la première partie d'une tournée en France avec Charles Aznavour. 
Puis, c’est la télévision qui lui confie l'animation de plusieurs émissions de folklore et de variétés et la production de plusieurs émissions thématiques. De 1966 à 1968 il anime avec Jean Coutu l’émission de télévision  À la catalogne puis fait un succès de la très populaire émission folklorique du samedi soir À la canadienne sur les ondes de CFTM (TVA), à Montréal. Dans le même élan, il coanime l’émission de télévision quotidienne Diner-chaud et fait aussi partie des invités réguliers d’émissions populaires tels Allo Boubou, les Démons du midi et AdLib. Puis André Lejeune fait son entrée à la Société Radio-Canada et y devient animateur de l'émission Entrez la visite, au milieu des années 1990.
De 1977 à 1981, il dirige la compagnie de disques Colibri, produisant de jeunes artistes de la relève, et plus tard (1990), les disques Son d’Or. En 1983, il acquiert et gère sa propre boîte à chansons, Le Patriote à Lejeune. 
Au fil des ans, les chansons d'André Lejeune ont été reprises par quelques artistes, dont: Estelle Caron, Marthe Fleurant, Willie Lamothe, Lionel Renaud, Pierre Robyn et, tout récemment, Cindy Daniel, qui a repris le succès Une Promesse, redevenu numéro 1 au palmarès en 2006, près de 50 ans après sa création.
En tout, durant sa carrière, près d'une trentaine de ses chansons seront primées au palmarès québécois.
Le 1er mars 2008 à Toronto, André Lejeune a été intronisé au Panthéon des auteurs et compositeurs canadiens, aux côtés de Paul Anka et Claude Dubois. Raymond Lévesque et l'ancien premier ministre Jean Chrétien étaient présents au gala pour les applaudir,.

## Discographie

### Singles
- Qu'est-ce que le Rock & Roll / Je veux rester (1957)
- Prétends que tu es heureux / Reviens (1957)
- Approche / Espère et tu vivras (1958)
- Il a suffi / Je vous aime (1958)
- Une promesse / Près de mon église (1959)
- Ce n'est pas juste / Un chez-soi (1959)
- Le chant des grèves / Pourquoi ne m'aimes-tu pas (1959)
- J'ai cru / Ils étaient six marins (1959)
- La fin de semaine / Qu'est-ce que le Rock & Roll (1959)
- Hé là-bas / Deux solitudes (avec Gaby Poirier
- ) (1960)
- Il suffit de peu de choses / Le vieux rentier (1960)
- Alléluia / L'orage (1960)
- Je voudrais vivre pour vous / Quatre tiges de roses (1960)
- Le chemin du bonheur / Pauvre soldat (1961)
- Amour d'été / Un joli coin du monde (1962)
- Je reviens d'un pays / Ce n'est pas moi qui t'en voudrai (1962)
- Donnez-nous / Du soleil (1962)
- Un seul baiser / Place des tourterelles (1963)
- Mouette blanche / Hissez les voiles (1963)
- Le vagabond / Le ciel (1964)
- Notre chanson / Sacré marin (1966)
- Souvenir / Le rythm'n blues (1968)

### Albums
- André Lejeune (1958)
- André Lejeune chante (1961)
- Le nouveau André Lejeune (1963)
- André Lejeune au Totem (1964)
- Douce montagne (1968)
- Soiree De Temps Des fête (2002)
- Les grands folkloristes québécois (2006)

## Source
- Rétro jeunesse 60
- Panthéon des Auteurs Compositeurs Canadiens

## Note
1. ↑  « André Lejeune | Discographie » (consulté le 15 mai 2024)
2. ↑  « De grands artistes intronisés », Radio-Canada (consulté le 11 mai 2008)
3. ↑  « Canadian Songwriter's Hall of Fame Awards », CBC (consulté le 11 mai 2008)